# Enrico Craveri
Pour les articles homonymes, voir Craveri.
Enrico Craveri (né et mort à des dates inconnues) était un dirigeant de football italien.

## Biographie
En 1935, il succède à Edoardo Agnelli, nouveau propriétaire du club de la Juventus de Turin depuis 12 ans, pour le poste de président du comité présidentiel de guerre avec un ancien joueur du club, Giovanni Mazzonis. Il quitte ses fonctions en 1936.
Vingt ans plus tard en 1954, il accède à la présidence par intérim du club piémontais, et succède au président d'honneur depuis 1947 Gianni Agnelli. 
Pendant la seule année qu'il passe à la tête de la Juventus, il partage la direction avec Nino Cravetto et Marcello Giustiniani. Il y a donc 3 présidents durant la même période, et ce pour la seconde fois de l'histoire de la Veille Dame (la première fois fut avec le trio Armano - Nizza - Zambelli de 1915 à 1918).